# Carmelo Onorato
Carmelo Onorato (Palermo, 26 febbraio 1916 – Cefalonia, 24 settembre 1943) è stato un militare italiano.

## Biografia
Prima di frequentare il corso allievi ufficiali nel 6° Reggimento fanteria "Aosta", Onorato aveva conseguito il diploma presso l'Istituto tecnico commerciale di Palermo, iscrivendosi poi alla Facoltà di scienze economiche. Successivamente frequentò il corso allievi ufficiali di complemento e assegnato al 6° Reggimento fanteria "Aosta" e nel 1938 divenne sottotenente; fu poi congedato il 15 febbraio 1939.
Scoppiata la seconda guerra mondiale, nel novembre 1940 fu richiamato alle armi, per essere inviato inizialmente in Africa Orientale. Tale destinazione fu tuttavia revocata e fu inviato in Albania, venendo promosso tenente il 1º gennaio 1942.
All'annuncio dell'armistizio del settembre 1943 si trovava a Cefalonia come tenente ed era addetto al Comando della Divisione "Acqui". Quando questa fu attaccata dai tedeschi, Onorato, ottenuto il comando di un reparto, contrastò validamente le truppe nemiche.
Ferito più volte mentre azionava un'arma, cadde al suolo svenuto rimanendo solo e abbandonato. Alcuni civili lo recuperarono solamente nella stessa serata, lo medicarono e lo invitarono a nascondersi nelle loro abitazioni. Onorato tuttavia rifiutò, scegliendo di ritornare al fronte. Venne poi catturato dalle truppe tedesche e condannato a morte. Fu lui stesso ad offrirsi spontaneamente per l'esecuzione.
A Carmelo Onorato è stata conferita la Medaglia d'Oro al valor militare alla memoria e, nel 2000, la laurea "ad honorem" alla memoria in Economia e Commercio dall'università di Palermo. A lui sono state dedicate strade a Genova e Palermo e, sempre nel palermitano, la scuola di Sferracavallo e il Campo Tenente Onorato.